# For How Much Longer Do We Tolerate Mass Murder?
For How Much Longer Do We Tolerate Mass Murder?  è il secondo album in studio del gruppo musicale britannico The Pop Group, pubblicato nel 1980.

## Descrizione
La copertina del disco è rappresentata da una famosa foto di André Kertész.

## Tracce
1. Forces of Oppression – 2:33
2. Feed the Hungry – 4:15
3. One Out of Many – 1:52
4. Blind Faith – 4:03
5. How Much Longer – 4:57
6. Justice – 3:06
7. There Are No Spectators – 4:13
8. Communicate – 4:40
9. Rob a Bank – 2:18

Durata totale: 31:57

## Formazione
- Mark Stewart – voce
- John Waddington – chitarra
- Gareth Sager – chitarra, sassofono
- Dan Catsis – basso
- Bruce Smith – batteria, percussioni